# Brumovszki Ferenc
Brumovszki Ferenc, Franz Brumowski (Neutitschein, Morvaország, 1691. október 28. – Gyulafehérvár, 1735. április 14.) jezsuita rendi tanár.

## Élete
A jezsuita rendbe 1708-ban lépett be Nagyszombatban, letette a negyedik fogadalmat. Ugyanitt a bölcseletet tanította. A filozófia professzora és prédikátor volt Budán. A gyulafehérvári rendház főnökeként halt meg.

## Munkái
- Fatales Ottomanicae Prtae lunae ecclipses. Cassoviae, 1717
- Imago primi saeculi martyrum Cassoviensium. Uo. 1718
- Gloria filiorum parentes eorum sive maior Dei gloria in Virgine sine labe concepta, sermone panegyrico defensa. Tyrnaviae, 1721